# Mala ročka (meglica)
Meglíca Mála rôčka (znana tudi kot Messier 76 ali NGC 650 oz. NGC 651) je planetarna meglica v ozvezdju Perzej.
Oddaljenost meglice od Zemlje slabo poznamo, ocenjujejo pa jo na 0,77 kpc (2500 sv. l.). Meglico je 5. septembra 1780 odkril francoski astronom Pierre-François-André Méchain. Charles Messier jo je po njegovih podatkih opazoval mesec kasneje in vnesel v svoj katalog. William Herschel je zaradi njene oblike najprej menil, da gre za dve meglici in je po katalogu NGC dobila dve oznaki. NGC 651 je le njen severni del. Oblika Male ročke do neke mere spominja na meglico Ročka (M27).
Meglica je zelo šibka. Njena središčna zvezda ima navidezni sij +16,5m, njeno maso ocenjujejo na 0,6 do 0,9 Sončeve, površinsko temperaturo pa na 100.000 K do 170.000 K.